# Championnat d'Angleterre de football de deuxième division 1996-1997
Navigation
Édition précédente Édition suivante
La saison 1996-1997 de Football League First Division est la 94e édition de la deuxième division anglaise et la cinquième sous l'appellation Football League First Division.
Les vingt-quatre clubs participants au championnat sont confrontés à deux reprises aux vingt-trois autres pour un total de 552 matchs. La saison régulière démarre en août 1996 et se termine en mai 1997, les barrages de promotion se jouant par la suite. À la fin de la saison, le premier et le deuxième sont promus en Premier League et les quatre suivants s'affrontent en barrages. Les trois derniers sont quant à eux relégués en Football League Second Division.
Bolton Wanderers remporte le championnat et est promu directement avec le vice-champion,  Barnsley FC, Crystal Palace s'impose lors des barrages de promotion et est le troisième promu.

## Compétition

### Classement
Le classement est établi sur le barème de points classique (victoire à 3 points, match nul à 1, défaite à 0).
Pour départager les égalités, on tient d'abord compte du nombre de buts marqués, puis du nombre de buts encaissés.
| Rang | Équipe                  | Pts | J  | G  | N  | P  | Bp  | Bc | Diff |
| ---- | ----------------------- | --- | -- | -- | -- | -- | --- | -- | ---- |
| 1    | Bolton Wanderers R      | 98  | 46 | 28 | 14 | 4  | 100 | 53 | +47  |
| 2    | Barnsley FC             | 80  | 46 | 22 | 14 | 10 | 76  | 55 | +21  |
| 3    | Wolverhampton Wanderers | 76  | 46 | 22 | 10 | 4  | 68  | 51 | +17  |
| 4    | Ipswich Town            | 74  | 46 | 20 | 14 | 12 | 68  | 50 | +18  |
| 5    | Sheffield United        | 73  | 46 | 20 | 13 | 13 | 75  | 52 | +23  |
| 6    | Crystal Palace          | 71  | 46 | 19 | 14 | 13 | 78  | 48 | +30  |
| 7    | Portsmouth FC           | 68  | 46 | 20 | 8  | 18 | 59  | 53 | +6   |
| 8    | Port Vale               | 67  | 46 | 17 | 16 | 13 | 58  | 65 | -7   |
| 9    | Queens Park Rangers R   | 66  | 46 | 18 | 12 | 16 | 64  | 60 | +4   |
| 10   | Birmingham City         | 66  | 46 | 17 | 15 | 14 | 52  | 48 | +4   |
| 11   | Tranmere Rovers         | 65  | 46 | 17 | 14 | 15 | 62  | 56 | +6   |
| 12   | Stoke City              | 64  | 46 | 18 | 10 | 18 | 51  | 57 | -6   |
| 13   | Norwich City            | 63  | 46 | 17 | 12 | 17 | 63  | 68 | -5   |
| 14   | Manchester City R       | 61  | 46 | 17 | 10 | 19 | 59  | 59 | 0    |
| 15   | Charlton Athletic       | 59  | 46 | 16 | 11 | 19 | 52  | 66 | -14  |
| 16   | West Bromwich Albion    | 57  | 46 | 14 | 15 | 17 | 68  | 72 | -4   |
| 17   | Oxford United P         | 57  | 46 | 16 | 9  | 21 | 64  | 68 | -4   |
| 18   | Reading FC              | 57  | 46 | 15 | 12 | 19 | 58  | 67 | -9   |
| 19   | Swindon Town P          | 54  | 46 | 15 | 9  | 22 | 52  | 71 | -19  |
| 20   | Huddersfield Town       | 54  | 46 | 13 | 15 | 18 | 48  | 61 | -13  |
| 21   | Bradford City P         | 48  | 46 | 12 | 12 | 22 | 47  | 72 | -25  |
| 22   | Grimsby Town            | 46  | 46 | 11 | 13 | 22 | 59  | 81 | -22  |
| 23   | Oldham Athletic         | 43  | 46 | 10 | 13 | 23 | 51  | 66 | -15  |
| 24   | Southend United         | 39  | 46 | 8  | 15 | 23 | 42  | 85 | -43  |

Promotions
- 1er et 2e : promotion en Premier League
- 3e à 6e : barrages de promotion

Relégations
- 22e à 24e : relégation en Football League Second Division

Abréviations
- R : Relégués de Premier League
- P : Promus de Football League Second Division

### Barrages de promotion
|  | Demi-finales | Demi-finales            | Demi-finales     | Demi-finales     |                |                | Finale | Finale | Finale | Finale |
|  |              |                         |                  |                  |                |                |        |        |        |        |
|  |              |                         |                  |                  |                |                |        |        |        |        |
|  | 3            | Wolverhampton Wanderers | 1                | 2                |                |                |        |        |        |        |
|  | 3            | Wolverhampton Wanderers | 1                | 2                |                |                |        |        |        |        |
|  | 6            | Crystal Palace          | 3                | 1                |                |                |        |        |        |        |
|  | 6            | Crystal Palace          | 3                | 1                | Crystal Palace | Crystal Palace | 1      | 1      |        |        |
|  |              |                         |                  |                  | Crystal Palace | Crystal Palace | 1      | 1      |        |        |
|  |              |                         | Sheffield United | Sheffield United | 0              | 0              |        |        |        |        |
|  | 5            | Sheffield United        | Sheffield United | Sheffield United | 0              | 0              | 1      | 2      |        |        |
|  | 5            | Sheffield United        |                  |                  |                |                |        | 2      |        |        |
|  | 4            | Ipswich Town            | 1                | 2                |                |                |        |        |        |        |
|  | 4            | Ipswich Town            | 1                | 2                |                |                |        |        |        |        |

Crystal Palace est promu en Premier League.